# Židovski palestinski aramejski
Židovski palestinski aramejski jezik (ISO 639: jpa) poznat i kao galilejski aramejski jezik, povijesni jezik kojim su govorili Židovi na popdručju Palestine u ranom prvom mileniju. Pripadao je zapadnoaramejskoj skupini jezika, afrazijska porodica.
Negdje u 7. stoljeću potisnuo ga je arapski. Glavni izvori o njemu nalaze se u palestinskim targumima, talmudu, i midrašima (pl. midrašim).

## Vanjske poveznice
- Jewish Palestinian Aramaic Poetry from Late Antiquity